# 克雷格·麦凯尔-史密斯
格力·安東尼·羅拔·馬卡爾-史密夫（英語：Craig Anthony Robert Mackail-Smith，1984年2月25日—）是一名英格蘭足球運動員，司職前鋒。他亦曾代表當時稱為「英格蘭半職業代表隊」（England semi-professional team）的英格蘭C隊參加國際賽，於7場上陣射入4球，於2011年轉籍代表蘇格蘭參賽。

## 生平

### 球會
馬卡爾-史密夫出身聖奧爾本斯城青訓系統，惟一直表現平平，於30場正選及15場後補上陣僅取得兩個入球，於2003年遭球會放棄。
2007年1月29日彼德堡從全國聯領頭羊杜根咸簽入馬卡爾-史密夫，轉會費沒有透露，簽約兩年半，但他因私人問題延後一週才向新球會報到，惹起一場小風波。同期加入的還有同樣來自非聯賽球會的阿隆·麦克林（格雷斯）和乔治·博伊德，三人組成的鋒線協助球隊成功連續兩年升班到英冠。
2008年3月17日馬卡爾-史密夫與彼德堡續簽新約留隊至2012年。在球會升班英甲後，馬卡爾-史密夫的出色表現吸引卡迪夫城及伯明翰城的注意，但彼德堡拒絕出售陣中主力球員以爭取升班。2009年1月據報蘇超球會有意一併購入馬卡爾-史密夫、阿隆·麦克林及乔治·博伊德，但彼德堡管理層開出每名球員500萬英鎊的天價。
2011年3月15日，彼德堡拒絕英冠球會诺里奇城對馬卡爾-史密夫的出價，諾域治表示早前已基本達成轉會費金額協議，但商討中途彼德堡卻要求加價，將馬卡爾-史密夫的身價訂為200萬英鎊另加100萬英鎊附加條款。3月20日馬卡爾-史密夫獲選「英甲年度最佳球員」。5月29日馬卡爾-史密夫在升班附加賽決賽射入1球，協助彼德堡以3-0擊敗哈德斯菲爾德及取得最後一張英冠入場劵，而他在彼德堡的入球總數亦達到99球。
球季結束後彼德堡隨即宣佈接納一支英超球隊對馬卡爾-史密夫的出價，其後主席達瑞·麦安东尼（Darragh MacAnthony）又在Twitter上說傳聞中的韋根並未有出價。2011年6月27日球會又發佈消息指已同意莱斯特城的出價，並表示韋斯咸亦有意競逐，而馬卡爾-史密夫已拒絕兩支升班馬诺里奇城及昆士柏流浪的邀請。7月4日新升英冠的白禮頓遲來先上岸，與馬卡爾-史密夫正式簽署四年合約，轉會費金額沒有透露。

### 國家隊
雖然馬卡爾-史密夫在英格蘭出生及長大，並曾代表英格蘭C隊上陣達到7場，但他仍可以其祖母瑪嘉烈的祖籍代表蘇格蘭，而他亦表示如獲徵召將有興趣追隨隊友乔治·博伊德代表蘇格蘭參賽。2011年3月27日他首次代表蘇格蘭在倫敦酋長球場對巴西的友誼賽上陣。

## 榮譽
杜根咸
- 英格蘭足球議會全國聯賽冠軍：2006/07年（升班英乙）；

彼德堡
- 英格蘭足球乙級聯賽亞軍：2007/08年（升班英甲）；
- 英格蘭足球甲級聯賽亞軍：2008/09年（升班英冠）；

## 外部連結
- 足球数据库：格力·馬卡爾-史密夫的球员统计数据
- 彼德堡官網簡歷